# Russie au Concours Eurovision de la chanson 2010
La Russie a participé au Concours Eurovision de la chanson 2010.

## Résultats de la sélection nationale
La sélection a été assurée par RTR et Russia TV le 7 mars 2010.
| #  | Artiste                | Chanson                                          | Jury & Televote | Place |
| -- | ---------------------- | ------------------------------------------------ | --------------- | ----- |
| 1  | Princessa Avenue       | "Lovers"                                         | 7.2             | 14    |
| 2  | Jay Stever             | "I Love, I Love, I Love You"                     | 3.9             | 21    |
| 3  | Ana                    | "Dva Golosa"                                     | 10.1            | 7     |
| 4  | Miusha                 | "Big Bang"                                       | 3.4             | 22    |
| 5  | Para-Bellum            | "Ptitsa"                                         | 8.6             | 10    |
| 6  | Pyotr Sukhov           | "Ya Uletayu"                                     | 1.6             | 25    |
| 7  | Oleg Bezinskikh        | "Crowning"                                       | 16.1            | 2     |
| 8  | Natalia Terekhova      | "Everything"                                     | 6.3             | 17    |
| 9  | Jet Kids               | "Hey Say"                                        | 11.8            | 4     |
| 10 | Pavla                  | "Infatuated"                                     | 10.9            | 5     |
| 11 | Yekaterina Frolova     | "Tout Va Bien"                                   | 4.4             | 20    |
| 12 | Ed Shulzhevskiy        | "Without You"                                    | 8.2             | 11    |
| 13 | Peter Nalitch          | "Lost and Forgotten"                             | 20.9            | 1     |
| 14 | Buranovskiye Babushki  | "Dlinnaja-dlinnaja beresta i kak sdelat' iz nee" | 12.9            | 3     |
| 15 | Alexander Panaiotov    | "Maya Showtime"                                  | 10.6            | 6     |
| 16 | Nano                   | "Take It Away"                                   | 5.1             | 19    |
| 17 | Natalia Damas & Lbrand | "Much Closer"                                    | 9.2             | 9     |
| 18 | Alena Roxis            | "My Tears"                                       | 2.0             | 24    |
| 19 | Antonello Carozza      | "Senza Respiro"                                  | 9.4             | 8     |
| 20 | Polina Kozhikova       | "For You"                                        | 5.8             | 18    |
| 21 | Los Devchatos          | "Chocolate"                                      | 7.5             | 13    |
| 22 | Yulika                 | "Delete"                                         | 6.6             | 16    |
| 23 | Yelena Yesenina        | "Mir Bez Tebya"                                  | 7.9             | 12    |
| 24 | Alaska                 | "Piastry"                                        | 2.7             | 23    |
| 25 | Scenakardia            | "Styokla"                                        | 6.9             | 15    |